# Pedro Ruiz de la Camera
Pedro Ruiz de la Camera foi um prelado católico romano que serviu como bispo auxiliar de Toledo (1524).
de la Camera foi ordenado sacerdote na Ordem dos Pregadores. No dia 18 de abril de 1524, foi nomeado durante o papado de Clemente VII como Bispo Auxiliar de Toledo e Bispo Titular de Salona.